# Paranaguá
Paranaguá es un municipio del estado brasileño de Paraná. Su población estimada en 2021 era de 157.378 habitantes.

## Historia
Paranaguá significa gran mar redondo en tupí-guaraní. Los portugueses se establecieron en la región en 1550, instalándose el municipio en 1648, con la designación de Villa de Nuestra Señora del Rocío de Paranaguá.
Fue elevada a ciudad en 1842. El puerto se tornó uno de los más importantes del Brasil después de la apertura en 1885 de la línea férrea a Curitiba.

## Localización
El municipio está localizado en el litoral paranaense, a 86,5 km de la capital del estado, Curitiba. Sus coordenadas son 25° 31' 15 Sur y 48° 30' 34 Oeste.

## Turismo
Paranaguá es una ciudad histórica y turística teniendo como principales atracciones:
- Calle de la Playa
- Plaza de los Leones
- Santuario de Nuestra Señora del Rocío
- Isla de los Valadares
- Museo Arqueológico
- Instituto Histórico y Geográfico
- Catedral Diocesana Nuestra Señora del Rosario
- Iglesia de San Benedicto
- Iglesia de Tercer Orden de San Francisco del Llagas
- Shopping Estación Mall
- Guincho (en la Calle de la Playa)
- Mercado Municipal
- Plaza Fernando Amaro
- Estadio de fútbol - Gigante de Itiberê (popularmente bautizado como “Caranqueijão”).
- La "Fontinha"
- Isla de Mel

Además de eso el municipio comprende la Isla de la Miel, uno de los lugares más bonitos del sur del país con lindas playas y construcciones históricas como el Farol de las Conchas y la Fortaleza de Nuestra Señora de los Placeres.
Gran destaque en la ciudad tiene el puerto de Paranaguá que es el mayor en granos del mundo y representa la potencia económica de la ciudad.

## Clima

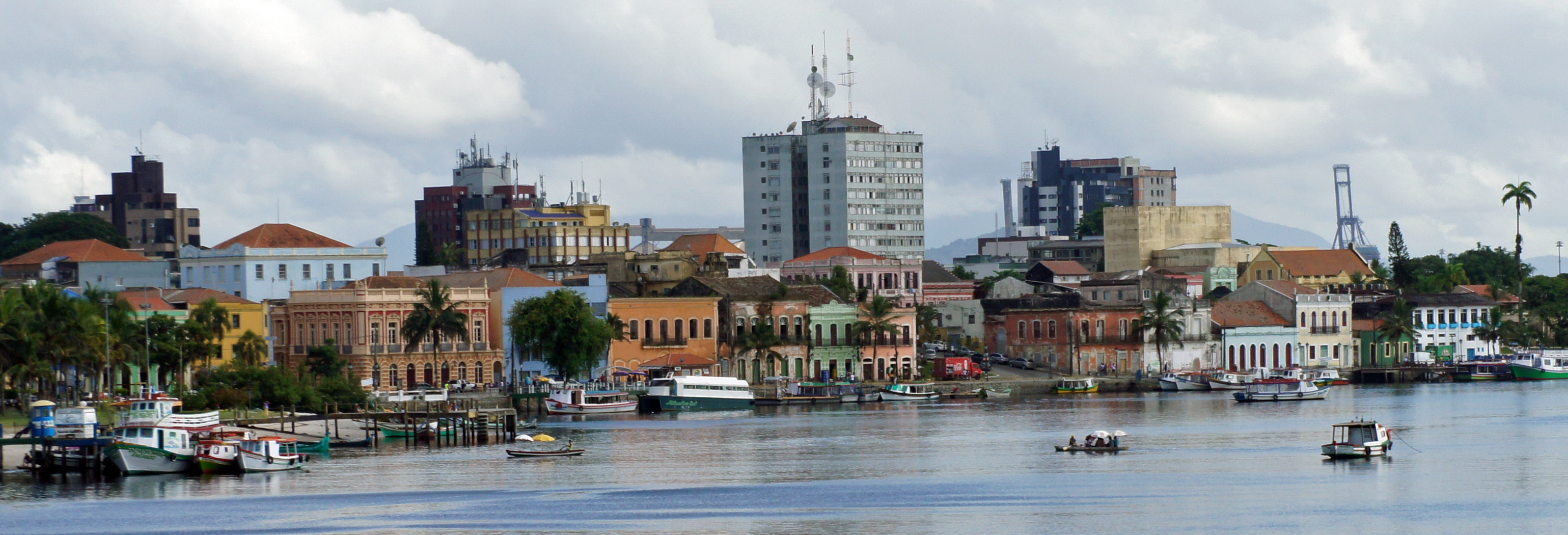
Panorama del malecón en el área del viejo puerto de Paranaguá

A pesar de estar localizada en la región sur del país, donde las temperaturas son más amenas, Paranaguá es una ciudad al nivel del mar, y se caracteriza por veranos intensos e inviernos débiles.
Temperaturas medias
Verano
Las medias registradas son aproximadas o hasta mayores que 30 °C; siendo muy comunes temperaturas en torno de 40 °C en enero.
Invierno
A pesar de que julio es teóricamente el pico de invierno en el hemisferio sur, el mes más frío en Paranaguá es septiembre (último mes de invierno y primer mes de la primavera), con temperaturas medias de 16 °C, y 10 °C en los días más fríos del año.